# Clovis Dardentor
Clovis Dardentor est un roman humoristique de Jules Verne, paru en 1896.

## Historique
L'œuvre est d'abord publiée en feuilleton du 1er juillet au 15 décembre 1896 dans le Magasin d'éducation et de récréation, puis en volume dès le 23 novembre de la même année chez Hetzel.

## Résumé
Marcel Lornans et son cousin Jean Taconnat s'embarquent pour l'Algérie avec l'intention de s'engager dans les chasseurs d'Afrique. Sur le même paquebot, les époux Désirandelle, petits bourgeois bornés, et leur fils Agathocle rejoignent sa future fiancée, Louise Elissane à Oran. Ils sont accompagnés par Clovis Dardentor, ancien industriel de Perpignan, au caractère exubérant et possesseur d'une fortune confortable. Des liens amicaux se tissent entre ce dernier et les deux jeunes gens. À l'arrivée, Dardentor présente Marcel et Jean à la famille Elissane. Louise est vite conquise par le charme de Marcel, au détriment de son fiancé. Il est vrai, Agathocle est nul en tout, même en galanterie.
Jean, quant à lui, poursuit une idée : sauver la vie de Dardentor afin de se faire adopter par lui. Il s'évertue à créer une occasion propice, mais, ironie du sort, c'est Dardentor qui joue les héros, en sauvant Marcel, puis Jean. Ce dernier n'arrivera jamais à ses fins, car Louise tuera le lion qui menaçait Dardentor, et c'est elle qui deviendra la fille adoptive du Perpignanais. Elle épousera Marcel. Quant à Jean, il le prendra sous sa tutelle comme « neveu adoptif ». Seuls les Désirandelle rentreront chez eux, furieux et déconfits.

## Les personnages
- Clovis Dardentor, ancien tonnelier à Perpignan, 45 ans
- Marcel Lornans, 22 ans
- Jean Taconnat, son cousin, 22 ans
- Louise Elissane, 20 ans
- Mme Elissane, sa mère, veuve
- M. Désirandelle, 55 ans
- Mme Désirandelle, son épouse, 50 ans
- Agathocle Désirandelle, leur fils, 21 ans, fiancé à Louise Elissane
- Eustache Oriental, président de la Société Gastronomique de Montélimar, pris, tout le long du roman, pour un astronome
- Patrice, 40 ans, domestique de Clovis Dardentor, très stylé par rapport au manque de tenue de son maître
- le capitaine Bugarach, commandant de l'Argèlès (navire où embarque tout ce beau monde)
- le docteur Bruno, médecin de l'Argèlès
- Moktani, guide
- M. Derivas, agent de la Compagnie des Chemins de fer algériens
- Commandant Beauregard, ancien officier des chasseurs d'Afrique, ami des familles Lornans et Taconnat

## Roman et vaudeville
«  Eh bien, qu'est ce récit sinon un vaudeville sans couplets, et avec le dénouement obligatoire du mariage à l'instant où le rideau baisse ? »
Ainsi Verne conclut-il son roman sur un clin d'œil explicite. Certes, depuis sa jeunesse, l'auteur a été un amoureux fou du théâtre. Le prouve le nombre de pièces écrites, dont la plupart n'ont jamais été jouées. Mais Clovis Dardentor cible particulièrement une œuvre dans laquelle on retrouve presque tous les ingrédients du roman. Il s'agit du Voyage de M. Perrichon d'Eugène Labiche et Édouard Martin, et Dardentor est justement le Perrichon de Jules Verne.
Dardentor, sauvant tour à tour Marcel Lornans et Jean Taconnat, est atteint d'un véritable accès de « périchonisme » aigu.
L'ancien carrossier de Labiche reçoit froidement le prétendant de sa fille qui le sauve de la mort, mais accueille avec effusion son rival, qu'il vient lui-même de sauver.
« Un imbécile est incapable de supporter longtemps cette charge écrasante qu'on appelle la reconnaissance. »
En conséquence, Dardentor se découvre comme un fils littéraire de l'égocentrique vaniteux, mais il retient la leçon que ce dernier a reçue inopinément. Il se sauve lui-même, en bien-aimé de la chance, dans la majeure partie des cas ! L'ouvrage repose sur des paradoxes. Lorsqu'il relate deux voyages dans le même roman (la traversée en navire jusqu'à Oran, puis le voyage en train en Algérie), Verne se livre visiblement à une foire au voyage. La satire des voyages organisés modernes n'est pas loin. Dans le roman, le narrateur montre une véritable jouissance verbale que seul Dardentor dépassera. Outre un nombre étonnant de néologismes (« chocolat meuniérien de qualité extra-supérieure », « bravissimer », « périchonisme », etc.), il prise aussi les jeux de mots savants, sans regimber devant des plaisanteries plus lestes, très fréquentes dans les Voyages extraordinaires, comme celle qui poursuit l'auteur depuis Une fantaisie du docteur Ox :
« Une vingtaine de voyageurs y (près du guichet) faisaient queue, impatients de défiler à leur tour devant la buraliste. »

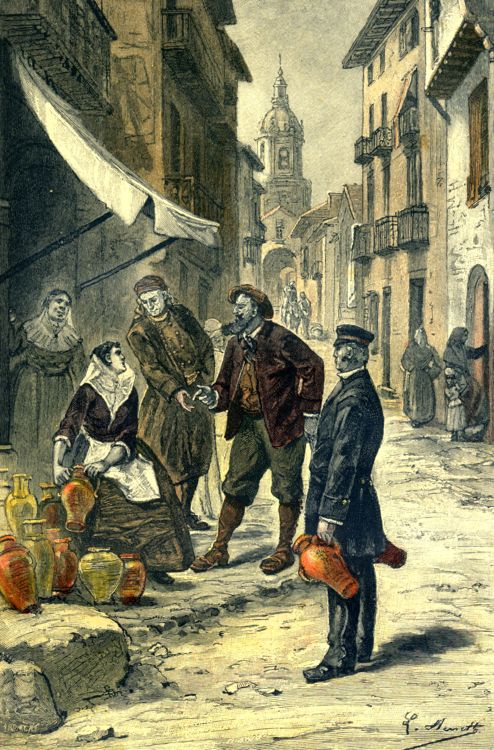
Clovis Dardentor ou le roman-vaudeville. Illustration de Léon Benett.

Jules Verne semble affirmer que la seule réalité qui puisse engendrer la littérature en cette fin du XIXe siècle, c'est la matérialité de la littérature. Le roman d'aventures a vécu… Triomphe le verbe, et à cet égard, il est particulièrement significatif que l'écrivain se retourne vers le genre de la parole par excellence, pour récrire une comédie où le style est finalement peu écrit, car les phrases courtes du Voyage de M. Perrichon restent souvent suspendues, en une œuvre sonore, où, l'écrit étant tellement moins sujet et objet du roman que dans de nombreux autres Voyages, Verne peut nous faire entendre des styles divers, en toute gratuité, orchestrés par un narrateur jouisseur et joueur qui amplifie la voix des personnages. En cela, Clovis Dardentor apporte la définition la plus nette de la « fantaisie », née avec celle du Docteur Ox, sorte de négatif des Voyages, en ce qu'elle est un genre vernien de la parole libératrice.
Mais il y a mieux. Outre le pastiche que Clovis Dardentor représente du Voyage de M. Perrichon, Verne avait écrit dans sa jeunesse une pièce qui est un véritable prélude au roman. Un fils adoptif est une pièce, écrite en collaboration avec Charles Wallut, vers 1853. Sa découverte remonte à la fin des années 1940, et René Escaich y consacra une note dans son livre :
« […] Nous croyons devoir signaler cette pièce, car son sujet sur les différents chefs d'adoption est le même que celui de Clovis Dardentor. »
Le manuscrit était déposé à la Bibliothèque de l'Arsenal, mais, plus tard, il semblait introuvable. Il réapparut en avril 2001 lors du réaménagement de la collection Rondel.
La pièce en un acte assez mouvementé varie le sujet à la mode du prétendant refusé par le père de son amante pour des raisons sociales. La méthode employée par Isidore Barbillon (héros de la pièce) est originale : se faire adopter par un baron richissime afin d'obtenir un statut social élevé - à condition de lui avoir sauvé la vie ! -. Dans la pièce, les auteurs étaient obligés, pour arriver à un dénouement heureux, d'imposer une volte-face, après tout peu crédible, au baron d'Entremouillettes. Jules Verne semble avoir ressenti lui-même la faiblesse de ce procédé, puisqu'il l'a radicalement changé en reprenant quarante ans plus tard le même sujet dans Clovis Dardentor.
Parmi les nombreuses métamorphoses entre les Voyages extraordinaires et le théâtre, Clovis Dardentor est le seul exemple d'un roman rédigé à partir d'une pièce. La référence textuelle est double : elle vise, d'une part, sa propre œuvre et, de l'autre, un auteur bien approprié à faire partie de ce jeu, Eugène Labiche. Le double renvoi au théâtre souligne les machinations artificielles du roman et permet à l'auteur de se moquer des conventions du genre.

## Clovis Dardentor et Rennes-le-Château
Le samedi 23 mai 1981, Michel Lamy donne une communication à l'Assemblée de la Société Jules Verne sur Clovis Dardentor :
« Lorsque je lus pour la première fois le roman de Jules Verne intitulé « Clovis Dardentor », j'éprouvai un choc, une impression curieuse, un semi-malaise. En tout cas, l'impression très nette que quelque chose clochait. Cette histoire n'avait guère d'intérêt ; par rapport aux autres romans du maître, elle semblait vide. Et puis il y avait ce nom d'un personnage qui m'étonnait bougrement : le capitaine Bugarach. Pourquoi diable Jules Verne était-il allé chercher un nom pareil, fort original ma foi, et qui ne pouvait manquer de me faire penser au pic de Bugarach près de Rennes-le-Château ? »
En 1982, Franck Marie repose le même problème.
Michel Lamy expose plus explicitement ses idées dans son livre Jules Verne, initié et initiateur.
Le critique, la dernière page tournée, se pose la question : et s'il ne s'agissait pas d'une coïncidence ? Il songe au curieux hasard qui place précisément le pic de Bugarach, principale éminence de la région, entre le hameau des Capitaines et une butte ayant la forme exacte d'un navire à La Vialasse. Clovis évoque le plus célèbre des rois mérovingiens dont les descendants hypothétiques porteraient précisément le titre de rejetons ardents. Ainsi donc ce roman pourrait avoir pour véritable sujet l'or des rejetons ardents des Mérovingiens.
Puis, il s’intéresse au patronyme des personnages. Patrice : le nom évoque celui d'un berger, d'un pâtre d'is, nommé Paris et qui découvrit un trésor à Rennes. Le docteur Bruno, nom se décomposant en Brun (fontaine en allemand) et O, et qui l'amène à un lieu fort important près de Rennes-Les-Bains : la fontaine du cercle. Lornans, qui renvoie à l'aire d'Ornan dont parle la Bible (c'est ici que fut construit le temple de Salomon à Jérusalem). Louise Elissane, dont l'anagramme est Salines, lieu situé au pied du Bugarach et qui joue un rôle primordial dans l'affaire.
Ensuite, c'est au nom de lieux qu'il s'attaque : Majorque, où un retable et deux chaires sont dues à Jaime Blanquer et Juan de Salas, ce qui renvoie au Bugarach sur les flancs duquel naissent deux rivières : la Blanque et la Sals ; Oran, où Mme Elissane habite rue du Vieux-Château, dans le quartier de la Blanca ; et « tout au long du voyage, c'est la même chose, les chiffres de population erronés, les directions inversées, les altitudes fausses, etc., qui nous ramènent toujours à des points particuliers dans la région du Bugarach. »
Dans son livre, Lamy n'hésite pas à faire de l'auteur le membre d'une société secrète. Depuis Marcel Moré (Le très curieux Jules Verne), on a longtemps glosé sur l'appartenance de Verne à la franc-maçonnerie, mais, à ce jour, aucun document ne permet d'affirmer cet état de choses, malgré le fait que l'auteur des Voyages extraordinaires ait, un certain soir, détruit la plupart de ses papiers personnels.
D'autre part, Verne nous a habitués à des noms de héros fantaisistes (Claudius Bombarnac, Hector Servadac [lire Cadavres à l'envers], César Cascabel, pour ne citer que des titres, voire encore un Aristobulus Ursiclos dans Le Rayon vert). Le fabuleux auteur était certes parfois fantaisiste et adepte des clins d’œil, et sans doute aurait-il aimé que l'on essaie ainsi de lire entre ses lignes.

## Sources du roman
Pour décrire les îles Baléares, que Jules Verne ne visita pas pendant ses voyages méditerranéens, l'auteur s'inspire du travail géographique de Louis-Salvador de Habsbourg-Lorraine, Les Baléares. Une édition de luxe in-folio fut offerte par ce dernier à Verne qui y puisa les renseignements nécessaires. Dans Clovis Dardentor, l'écrivain rend hommage au travail de Louis Salvator :
« […] il serait inutile de se déranger, de quitter sa maison, de se mettre en route, inutile d'aller de visu admirer les merveilles naturelles recommandées aux voyageurs. Il suffirait de s'enfermer dans une bibliothèque, à la condition que cette bibliothèque possédât l'ouvrage de Son Altesse l'archiduc Louis Salvator d'Autriche sur les Baléares, d'en lire le texte si complet et si précis, d'en regarder les gravures en couleurs, les vues, les dessins, les croquis, les plans, les cartes, qui font de cette publication une œuvre sans rivale. »
Jules Verne ajoute en note : « Louis Salvator d'Autriche, neveu de l'Empereur, dernier frère de Ferdinand IV, grand-duc de Toscane, et dont le frère, alors qu'il naviguait sous le nom de Jean Orth, n'est jamais revenu d'un voyage dans les mers du Sud Amérique. »

## Verne et Zola
« Patrice s'en alla, tout confus de sa méprise, et encore plus humilié de l'algarade inconvenante qu'elle lui avait value en des termes si vulgaires. Se gondoler l'échine… C'était la première fois que son maître employait devant lui pareille locution… ce serait la dernière, ou Patrice quitterait son service et chercherait une place chez un membre de l'Académie française, au langage châtié - pas chez M. Zola, par exemple… si jamais… »
Ce coup de griffe n'est pas le seul que Verne adresse à Zola. On en retrouvera la trace dans L'Île à hélice, et peut-être dans En Magellanie où le chien du Kaw-djer se nomme Zol.
Les deux écrivains eurent presque un trajet identique. Ils tentèrent plusieurs fois de se présenter à l'Académie française, mais ils ne firent jamais partie de cette illustre assemblée. Il y eut toujours chez les deux hommes une sorte d'attirance-répulsion vis-à-vis l'un de l'autre.
En ce qui concerne Zola, les premiers articles sont conventionnels, mais bienveillants :
« M. Jules Verne est le fantaisiste de la science. Il met toute son imagination au service de déductions mathématiques, il prend les théories et en tire des faits vraisemblables, sinon pratiques. Ce n'est pas le cauchemar d'Edgard (sic) Poe, c'est une fantaisie aimable et instructive […] Je ne crois pas qu'on puisse devenir bien savant en lisant de pareils livres, mais ils donnent au moins la curiosité du savoir ; puis, ils intéressent, ils ont le grand mérite d'être sains et salutaires. »
« M. Jules Verne est un autre esprit […] On comprend tout l'intérêt de pareils livres. Ils instruisent en excitant la curiosité au plus haut point […] Je trouve là une grande imagination et une intelligence très vive […] je préfère les fantaisies scientifiques de M. Jules Verne à certaines compilations indigestes de ma connaissance. Ici, l'élément humain apparaît. »
Par la suite, le ton change :
« Il met la science en drame, il se lance dans les imaginations fantaisistes en s'appuyant sur les données scientifiques nouvelles […] Le goût public est à ces vulgarisations amusantes de la science. Je ne discute pas le genre, qui me paraît devoir fausser toutes les connaissances des enfants […] Mais je suis bien forcé de constater le succès, qui est stupéfiant. M. Verne est certainement, à cette heure, l'écrivain qui se vend le plus en France […] Cela, d'ailleurs, n'a aucune importance dans le mouvement littéraire actuel. Les alphabets et les paroissiens se vendent eux aussi à des chiffres considérables. »
Quant à Jules Verne, c'est à travers la correspondance avec son éditeur, qu'il analyse l'œuvre de Zola :
« Lu L'Assommoir de Zola. C'est infect, puant, épouvantable, répugnant, nauséabond, et… prodigieux ! Mais que diable pourra-t-il faire de plus fort que cela ! C'est l'épopée de l'ouvrier pochard. Est-il nécessaire de raconter tout cela ? - mais je le répète - prodigieux ! »
« Sapristi, ne lisez pas L'Assommoir alors. Je ne parle du talent de Zola qu'au point de vue de l'étonnante précision du détail, qui dépasse tout ce que j'ai lu en ce genre. Mais il traite des sujets qui ne devraient pas être traités, ni surtout de cette façon-là. Je n'y recherche aucun enseignement pour ma part. Ce sont d'étonnantes photographies que je regarde, des photographies défendues. »
Plus tard, il écrit au fils Hetzel :
« La Débâcle est un roman ennuyeux, que je ne relirai jamais, moi qui ai souvent relu les autres. C'est absolument inférieur aux Chatrian. Quoi que Zola dise, c'est fait de chic, et puis… c'est ennuyeux, voilà mon opinion. Avec vingt lignes, Chatrian produit plus d'effet vrai, inoubliable, que l'autre en vingt pages. »